# Forces d'opérations spéciales (Russie)
Les forces d'opérations spéciales (russe : Силы специальных операций ou SSO), sont des forces spéciales de niveau stratégique sous le commandement des forces d'opérations spéciales (russe : командование сил специальных операций ou KSSO) de l'état-major général des forces armées de la fédération de Russie. C'est aussi une unité structurelle et indépendante des forces armées.

## Historique
Les premières unités de ce qui allait devenir les forces d'opérations spéciales ont été transférées du GRU en 2009 dans le cadre de la poursuite de la réforme militaire russe de 2008. Le commandement des forces d'opérations spéciales est créé en 2012 et annoncé en mars 2013 par le chef d'état-major Valéri Guérassimov.  
Les SSO sont distincts du Spetsnaz du GRU qui jusqu'en 2010 relevait de la direction principale du renseignement et dont la subordination ultérieure n'était pas claire,.  
Le 26 février 2015, le président Vladimir Poutine décrète la journée du 27 février comme la « Journée des forces d'opérations spéciales » selon plusieurs agences de presse officielles russes (bien que non officiellement reconnues), pour marquer l'établissement du contrôle russe sur la construction du Conseil suprême de la république autonome de Crimée à Simferopol le 27 février 2014.
L'unité est engagée lors de l'invasion de l'Ukraine par la Russie en 2022.